# Agdz
Agdz ou Agdez est une commune et ville — municipalité — de la province de Zagora, dans la région Drâa-Tafilalet, au Maroc.

## Géographie
Agdz se trouve sur l'ancienne route des caravanes reliant Marrakech à Tombouctou, à environ 65 km au sud de Ouarzazate et 92 km au nord de Zagora. Dominée par le djebel Kissane, on y accède depuis Ouarzazate par la route qui franchit le djebel Tifernine, au col de Tinifift (1 660 m).

## Toponymie
Le nom d'Agdz signifie « lieu de repos » en berbère et s'écrit en tifinagh : ⴰⴳⴷⵣ ; en transcription arabe : اݣدز.

## Histoire
Longtemps capitale de la région de Mzgita au nord de la vallée du Drâa, Agdz a joué un rôle économique important. Puis, en raison de la sécheresse des années 1970-1980 et des facilités des moyens de transport, elle a perdu de son importance, une grande partie de la population étant obligée de partir en ville pour aller chercher du travail.
Certaines scènes du film de David Lean, Lawrence d'Arabie, sorti en 1962, ont été tourné dans la région.

## Vie locale
Le souk hebdomadaire d'Agdz se tient le jeudi. Il existe aussi, surtout dans la rue principale, des commerces vendant les tapis berbères caractéristiques de la région de Taliouine.
Il existe de nombreuses associations à Agdz. Par exemple l'Association Agdz pour le développement et la protection de l'environnement a été fondée le 29 mai 1999 et comprend Le Club des étudiants universitaires qui se compose d'étudiants de la région d'Agdz qui étudient dans les universités au Maroc comme Marrakech, Agadir, et Ouarzazate. Le Club des étudiants universitaires a organisé une célébration du livre et de la culture du 29 janvier au 1er février, 2013 qui a eu lieu à Dar Chebab Mohamed Ezzarktouni.

## Institutions locales
Tous les jeudis, un marché hebdomadaire en plein air se tient à l'extérieur de la ville en direction de Zagora.

## Galerie photo

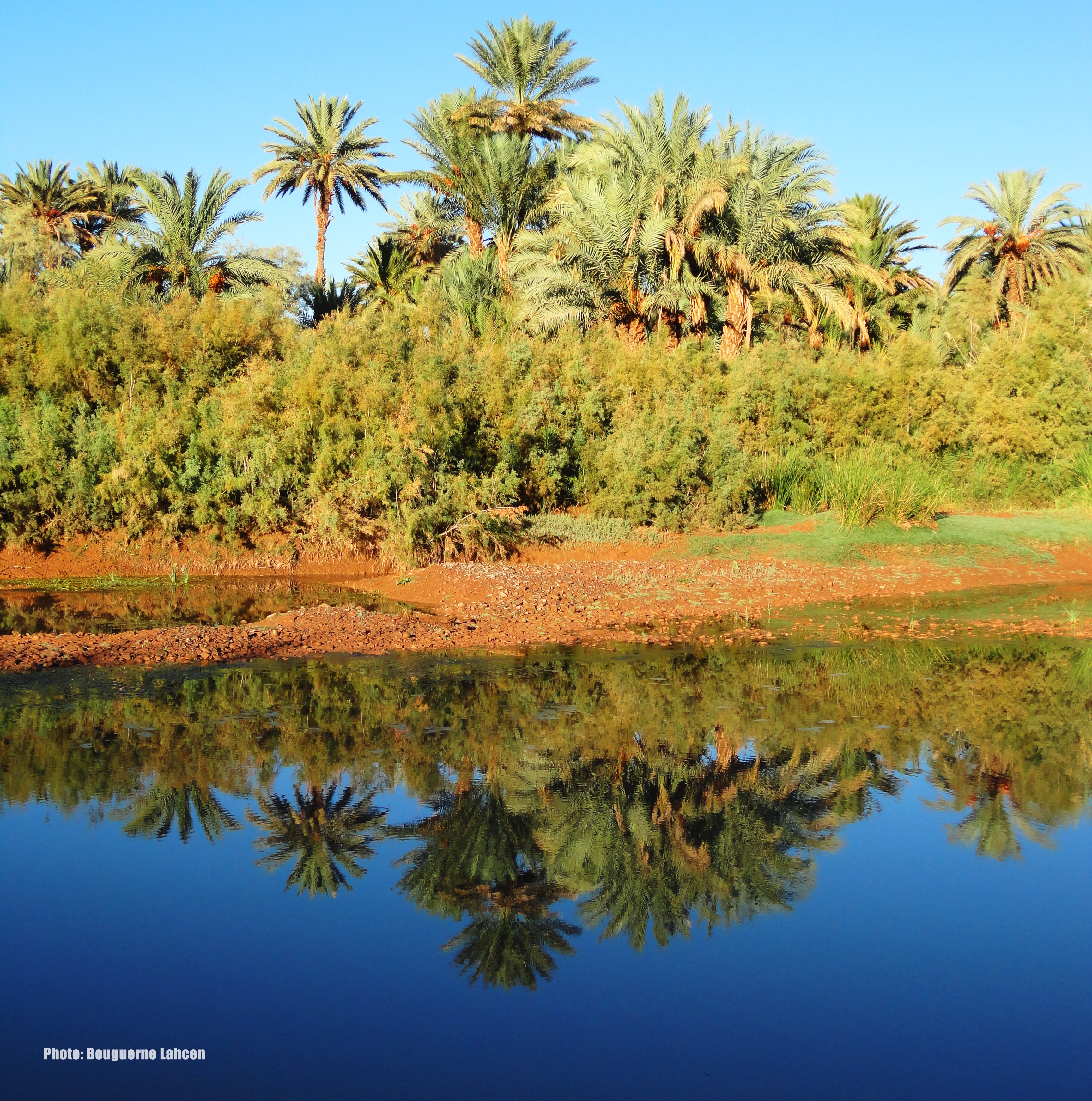
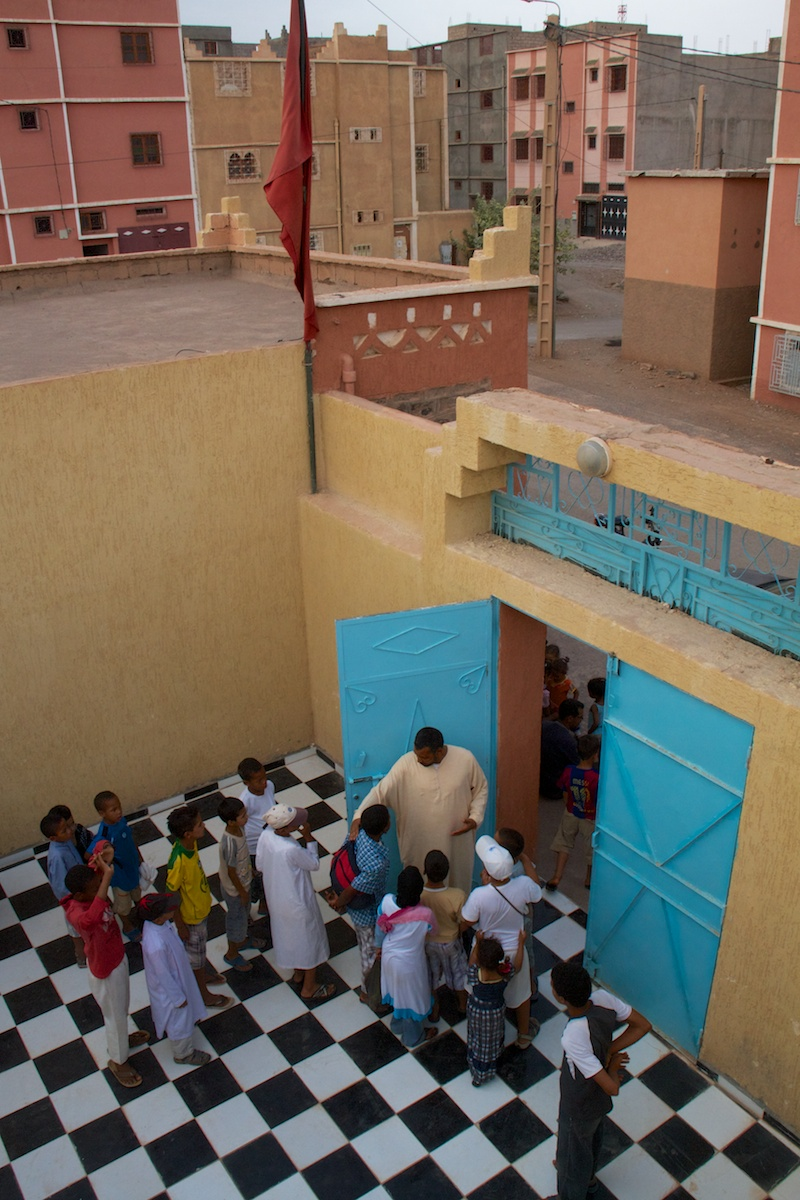
Dar Chebab Mohamed Ezzarktouni in Agdz
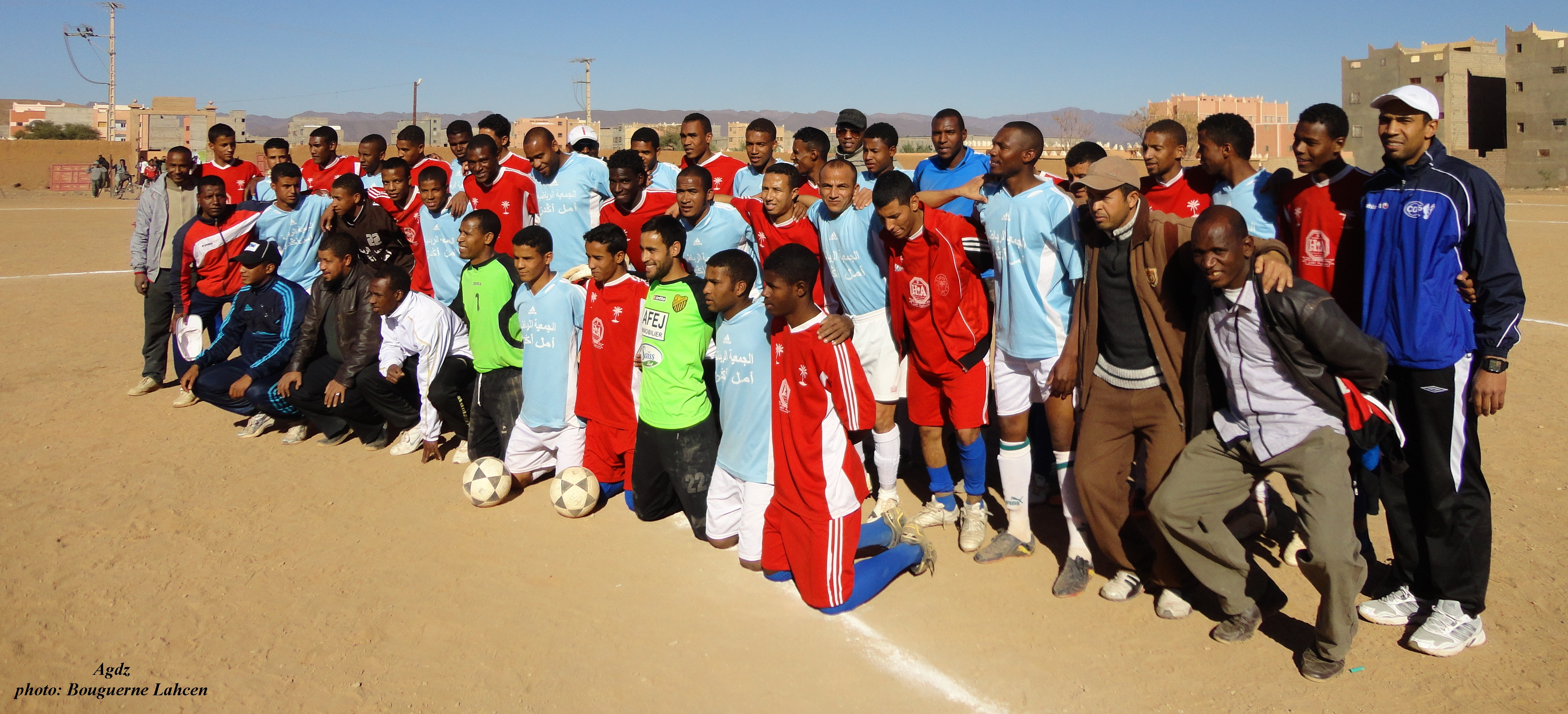
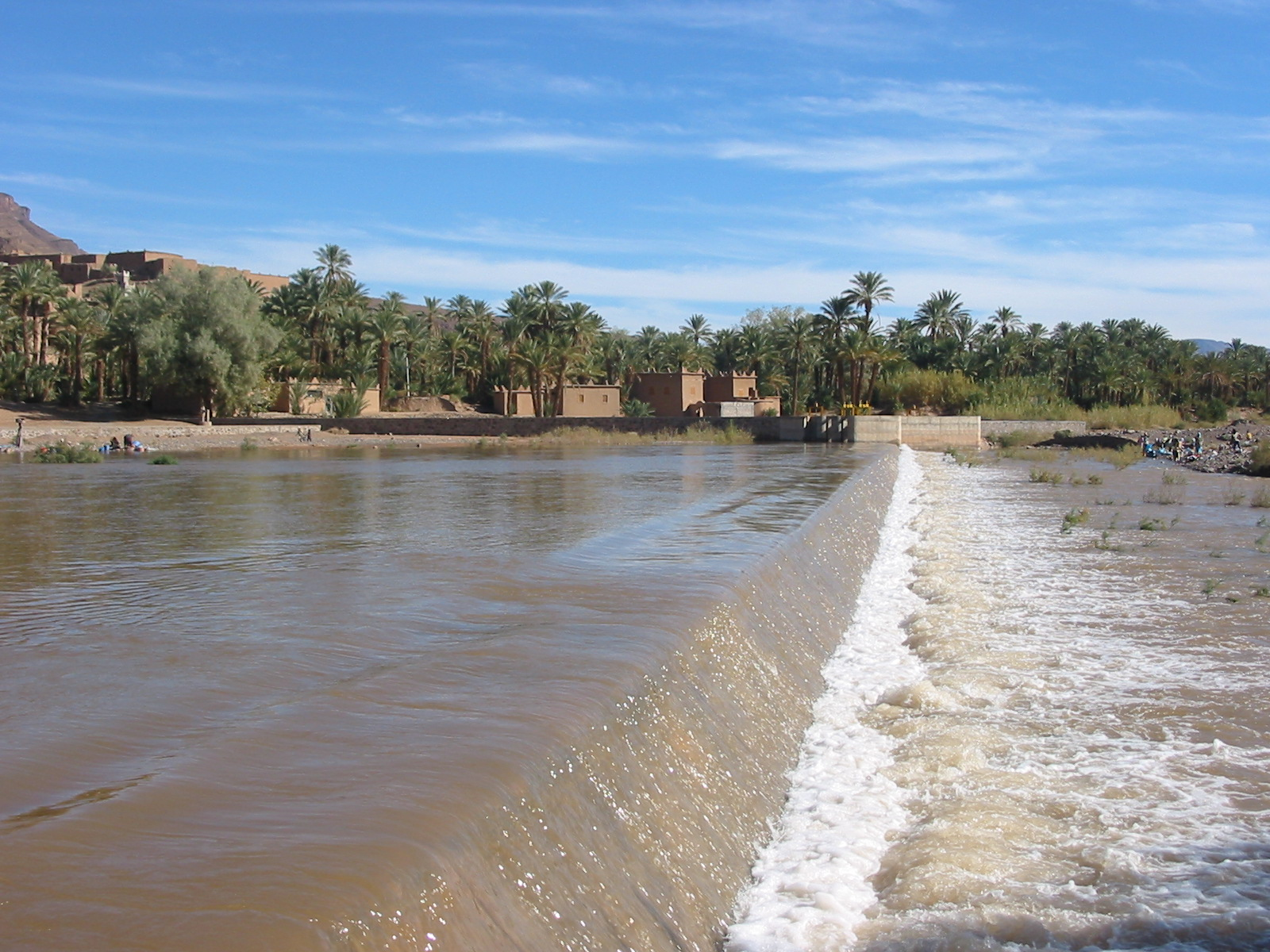
Draa in Agdz
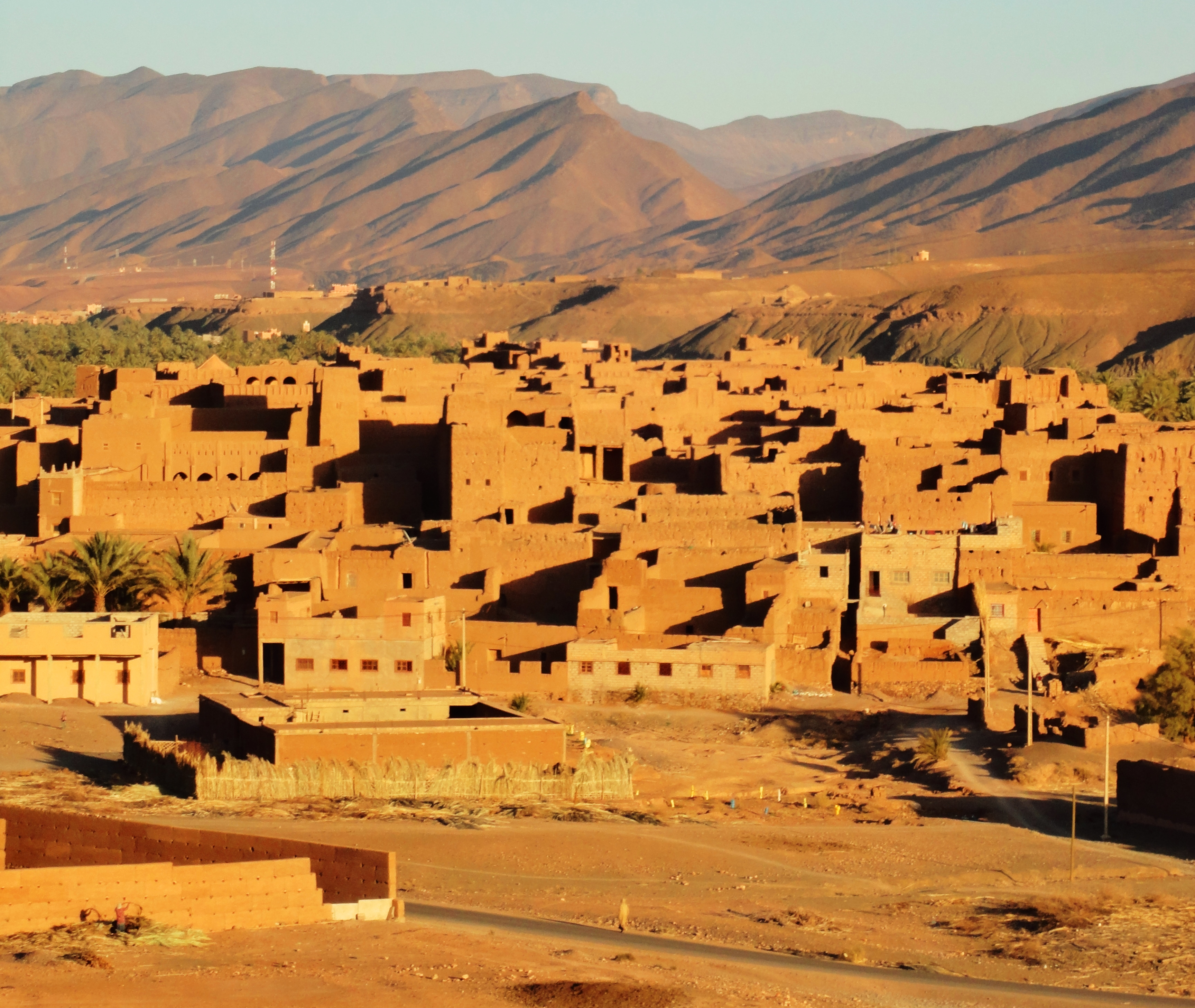
Le Ksar de Tamnougalte
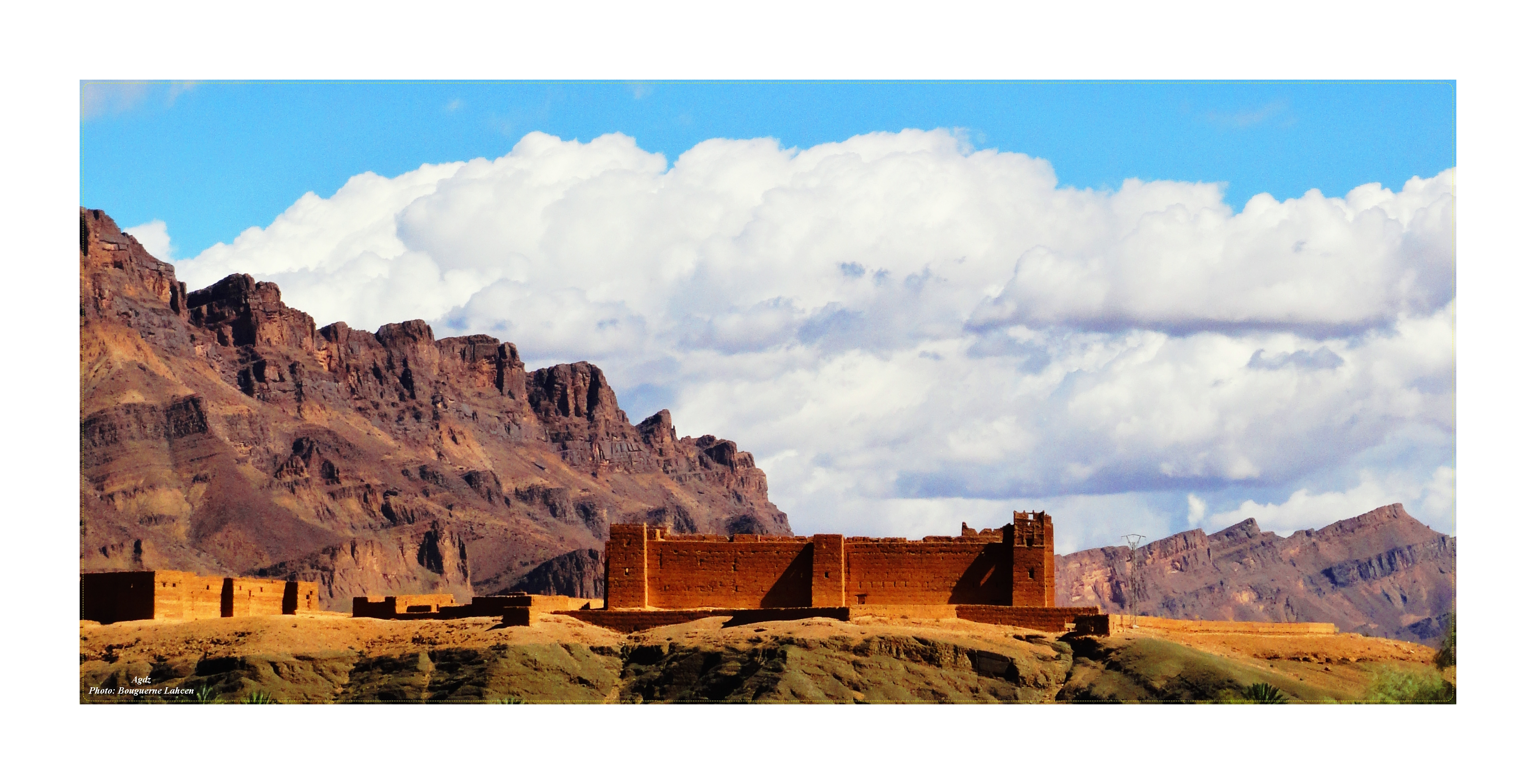
La casbah défensive du Caid Ali, Tamnougalte
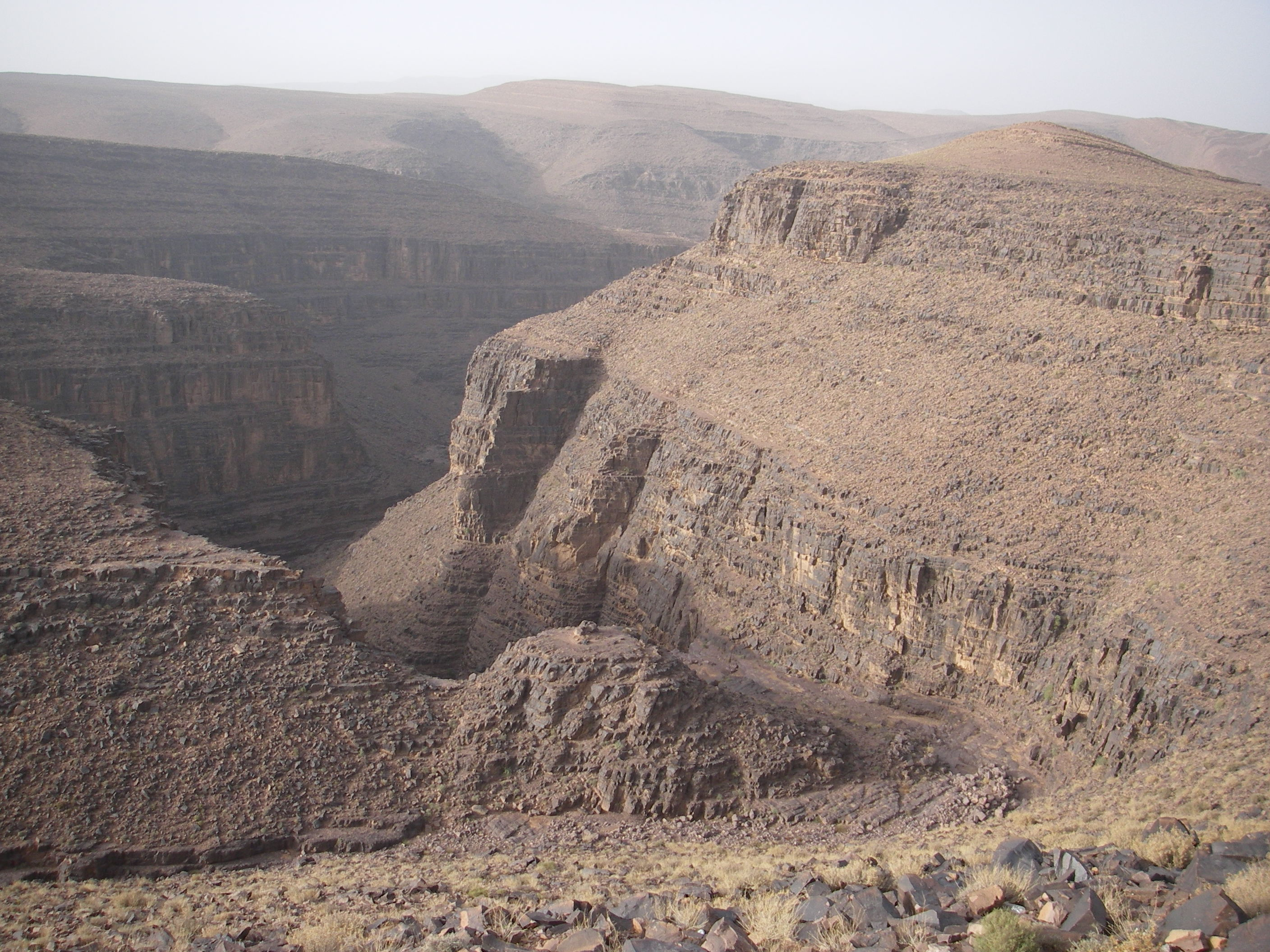
Hauteurs d'Agdz
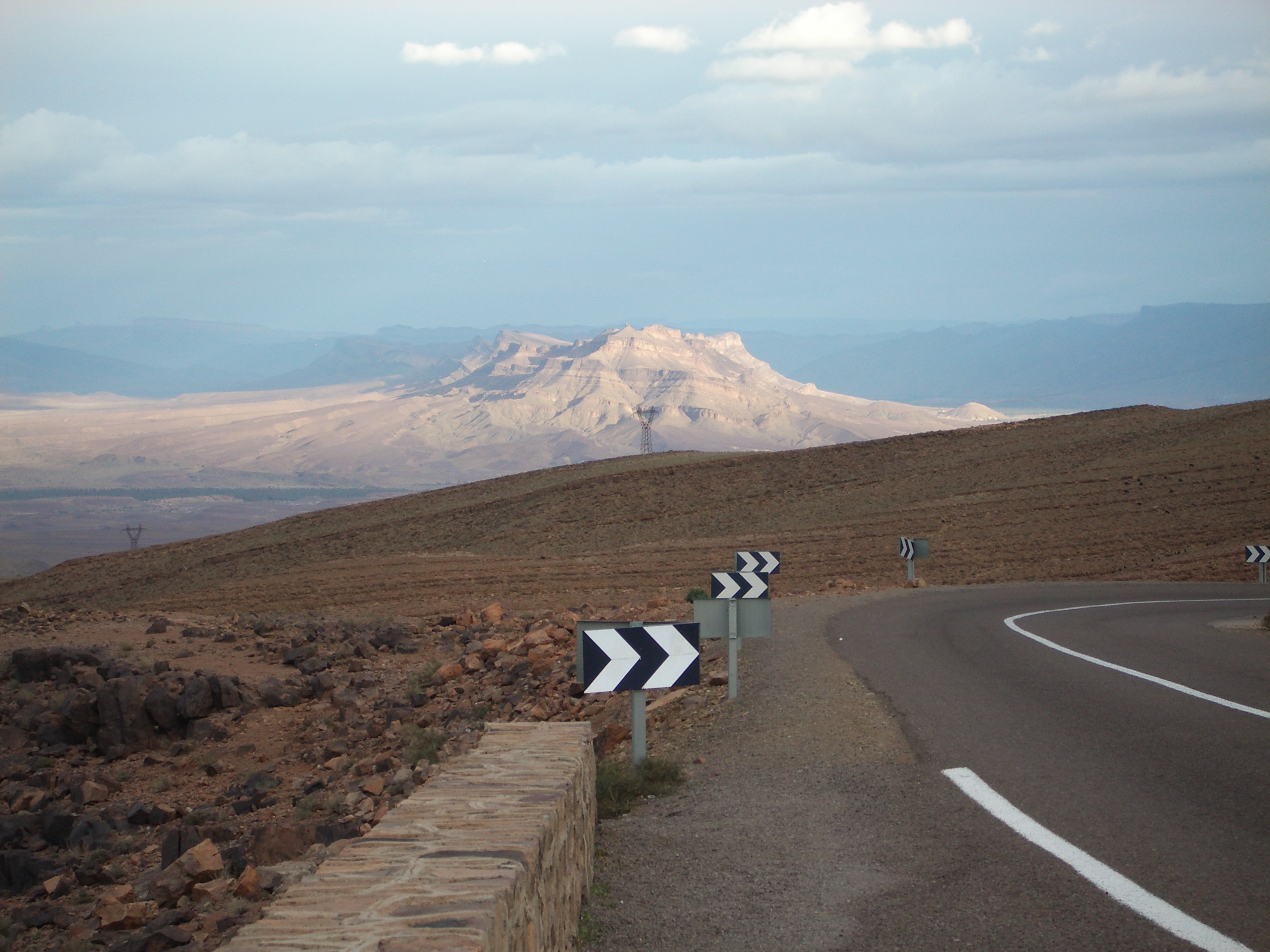
Djebel Kissane
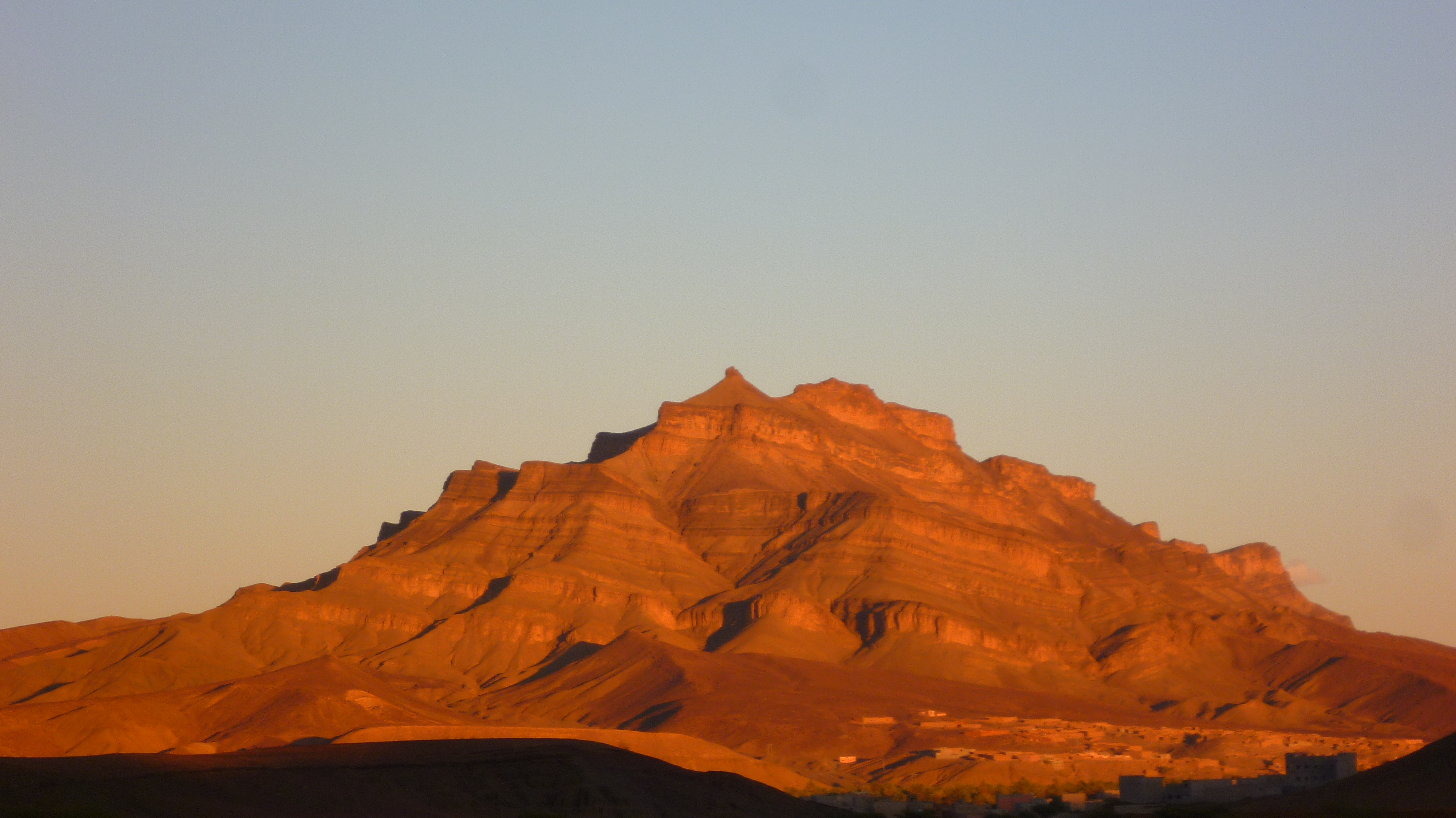
Djebel Kissane